# Graft
Pour les articles homonymes, voir Graft (homonymie).

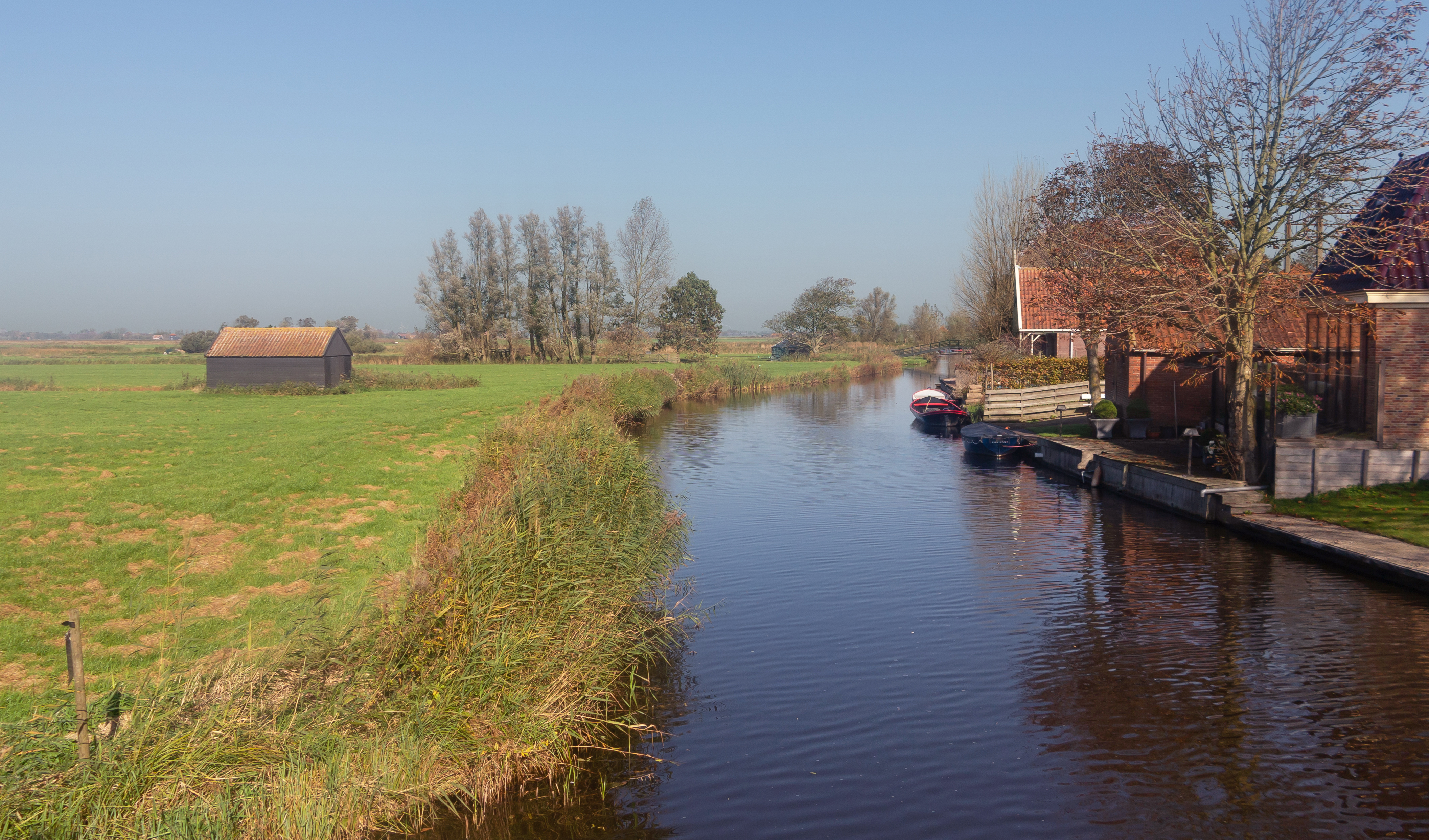
Fossé dans le polder près Graft

Graft    est une ville de la province  de Hollande-Septentrionale aux Pays-Bas. Elle fait partie de la commune de Alkmaar. 
La population du district (ville et campagne environnante) de De Rijp est d'environ 760 habitants (2005).